# 光若花鱂
光若花鱂，為輻鰭魚綱鯉齒目鯉齒亞目花鳉科的其中一種，分布於中美洲墨西哥Mocorito河、del Fuerte河流域，體長可達3公分，屬肉食性，以端足類為食，生活習性不明。

## 擴展閱讀
維基物種上的相關：光若花鱂